# Christuskerk (Bochum)
De Christuskerk (Duits: Christuskirche) is een protestantse kerk in de Duitse plaats Bochum. In Bochum bestaan in de stadsdelen Langendreer, Linden, Gerthe en Günnigfeld kerken met dezelfde naam.

## Locatie
De Christuskerk bevindt zich in het centrum van Bochum aan de Westring 26.

## Geschiedenis

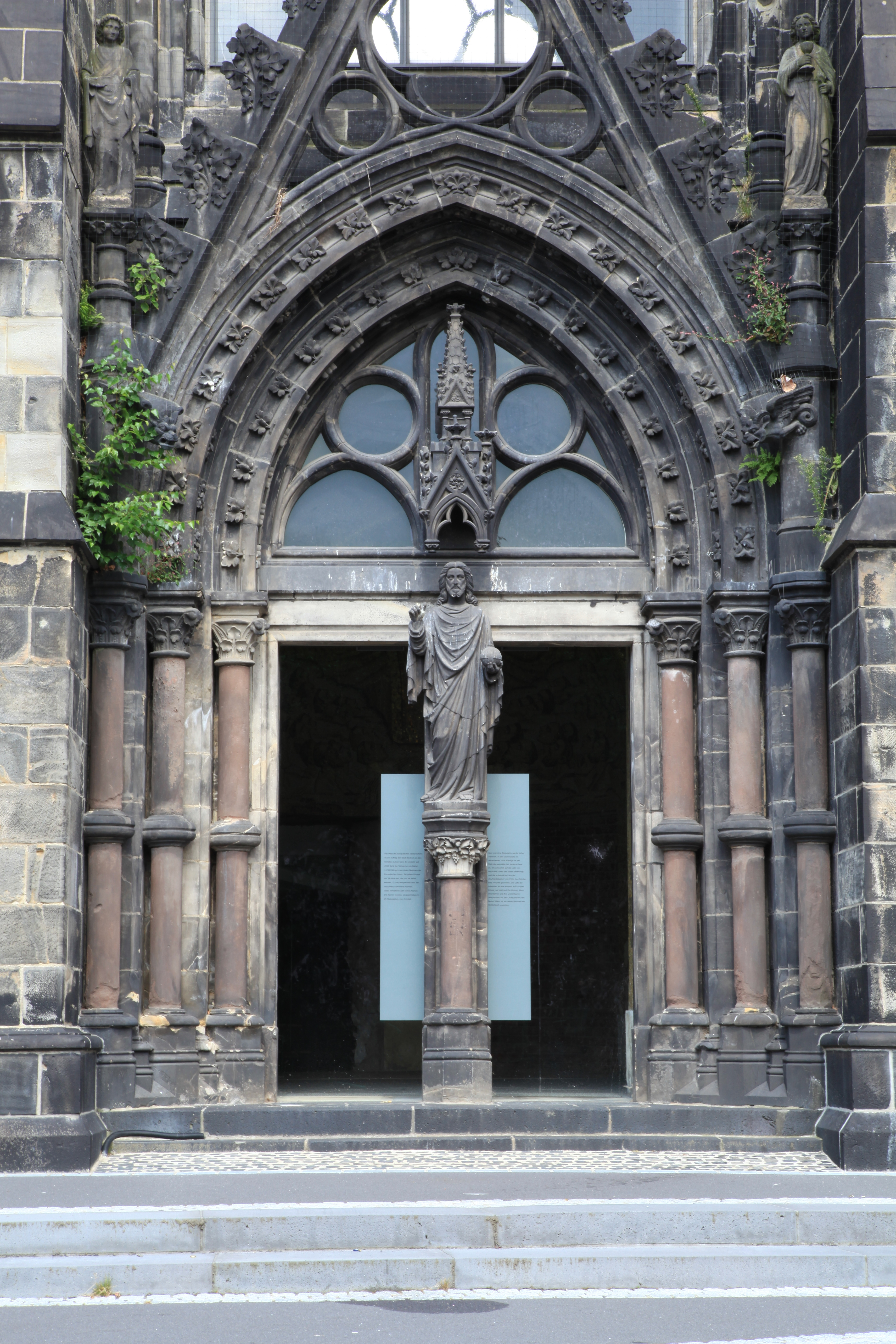
Portaal

### 1877-1932
Het ontwerp voor de neogotische kerk was afkomstig van het architectenbureau Hartel en Quester. De uitvoering van de bouw stond onder leiding van de Bochumer bouwmeester Heinrich Schwenger (1840–1906). Op 15 mei 1877 werd de eerste steen gelegd en op 24 oktober 1878 kwam de bouw van de 72 meter hoge toren gereed. Als bouwmateriaal werd Oberkirchner zandsteen toegepast. De hal van de toren werd met rijksadelaren versierd, die in 1929 verwijderd werden.
In 1931 werd onder in de toren een gedachtenisplek ingericht voor de gevallen helden. In een goudkleurig mozaïek werden de namen van gevallen soldaten uit Bochum vermeld in de Frans-Duitse Oorlog en de Eerste Wereldoorlog en een lijst met namen van landen waartegen Duitsland oorlog voerde. Het mozaïek werd in maart 1931 onthuld, de kerkdienst werd gevierd onder het motto "Ist Gott für uns, wer mag wider uns sein" (Als God voor ons is, wie zal dan tegen ons zijn?) en de gemeente zong "Wer weiß, wie nahe mir mein Ende" (Wie weet, hoe nabij is mijn einde).

### 1933-1945
Sinds 1925 de evangelische dominee Hans Ehrenberg in de Christuskerk. Hans Ehrenberg was een tot het christendom bekeerde jood en medeoprichter van de Belijdende Kerk. Volgens hem deelden christenen en Joden hetzelfde lot en in zijn preken keerde hij zich tegen de opkomst van het nationaalsocialisme: "Wij zeggen nee" en "Het volk wil heldendom en kameraadschap, wij willen orde en broederschap".
Tijdens de novemberpogroms arresteerden de nazi's Ehrenberg op 9 november 1938 om hem naar concentratiekamp Sachsenhausen te deporteren. Door bemoeienissen van de bisschop Chichester werd Ehrenberg in 1939 uit gevangenschap ontslagen en liet men hem naar het Verenigd Koninkrijk gaan.
Al bij de eerste zware bombardementen op de stad Bochum werd de kerk op 14 mei 1943 verwoest. De bommen vernietigden in de daaropvolgende maanden bijna de gehele binnenstad van Bochum; duizenden burgers stierven onder het puin, veel meer raakten gewond en tienduizenden dakloos. De toren van de Christuskerk bleef echter staan.

### 1945-heden
Precies tachtig jaar na de eerstesteenlegging, op 15 mei 1957, werd de eerste steen gelegd voor een nieuwe kerk. Om een breuk met het verleden te symboliseren werd de kerk in een zeer moderne stijl herbouwd, zonder beelden, symbolen of schilderijen, de enige voorwerpen zijn een kruis en de Heilige Schrift.
In 1993 begon men te denken aan een restauratie van de onder monumentenzorg vallende toren. Een eerste schatting van de kosten van de restauratie liep op tot een bedrag van DM 8 miljoen. Voor de evangelische gemeente was dit bedrag te hoog en men wilde daarom de klokkentoren laten afbreken. Om de toren dan als waarschuwingsmonument tegen de oorlog te behouden werd een initiatiefgroep onder de naam Denkmal gegen Gewalt in het leven geroepen; deze vereniging zamelde geld in voor de restauratie. De restauratie van de toren is inmiddels afgesloten.